# فاتوماتا بالده
فاتوماتا بالده (انگلیسی: Fatoumata Baldé؛ زادهٔ ۷ مارس ۱۹۹۳) بازیکن فوتبال اهل گینه است.
از باشگاه‌هایی که در آن بازی کرده‌است می‌توان به باشگاه فوتبال گنگام اشاره کرد.